# Holmtjärnen (Stora Tuna socken, Dalarna)
Holmtjärnen är en sjö i Borlänge kommun i Dalarna och ingår i Dalälvens huvudavrinningsområde. Sjön har en area på 0,0744 kvadratkilometer och ligger 278 meter över havet.

## Delavrinningsområde
Holmtjärnen ingår i det delavrinningsområde (669250-147281) som SMHI kallar för Inloppet i Skräckasjön. Medelhöjden är 283 meter över havet och ytan är 16,33 kvadratkilometer. Det finns inga avrinningsområden uppströms utan avrinningsområdet är högsta punkten. Sågån som avvattnar avrinningsområdet har biflödesordning 3, vilket innebär att vattnet flödar genom totalt 3 vattendrag innan det når havet efter 234 kilometer. Avrinningsområdet består mestadels av skog (85 procent). Avrinningsområdet har 0,53 kvadratkilometer vattenytor vilket ger det en sjöprocent på 3,3 procent.